# As Cities Burn
As Cities Burn (emellanåt förkortat ACB) är ett post-hardcore-band från Mandeville, Louisiana som startade 2002.

## Historia
Som osignerad grupp, lyckades de förvånansvärt bra med turné och tusentals sålda exemplar av deras två EP. De drog till sig uppmärksamhet från Solid State Records (en del av Tooth & Nail Records som specialiserat sig på tyngre hardcore, post-hardcore och metal) som signerade bandet 2004.
10 juni 2006 meddelande bandet att de skulle splittras, men tidigt i juli efter stor support från fans, så beslutade gruppen att fortsätta tillsammans. Bandets sista konsert skulle hållas 19 augusti 2006 på House of Blues i New Orleans, Louisiana. Kort därefter beslutade sig bandet att spela in en ny skiva.

## Medlemmar
Nuvarande medlemma
- T.J. Bonnette – sång, piano, programmering
- Cody Bonnette – sång, gitarr, keyboard, programmering
- Colin Kimble – basgitarr, gitarr, bakgrundssång
- Aaron Lunsford – trummor, percussion
- Chris Lott – gitarr, bakgrundssång

Tidigare bandmedlemmar
- Bryan Dixon – trummor
- Pascal Barone – basgitarr
- Lucas Starr – basgitarr

Turnerande medlemmar
- Stephen Keech – basgitarr

## Diskografi
Studioalbum
- Son, I Loved You at Your Darkest – (21 juni 2005)
- Come Now, Sleep – (14 augusti 2007) med låten Empires
- Hell or High Water – (2009)

EP
- As Cities Burn EP 2002 – (2002)
- As Cities Burn EP 2003 – (2003)
- The EP – (2007)